# János Apáczai Csere
János Apáczai Csere (hongarès: Csere János)  (Apața, p. 10 de juny de 1625 - Cluj-Napoca, 31 de desembre de 1659) va ser un erudit i pedagog hongarès.

## Vida i obra
Nascut a Apața, província de Braşov (actualment Romania, però en aquell temps Principat de Transsilvània), fill d'una família benestant, malgrat que va quedar orfe de petit, va ser escolaritzat a la seva vila natal i a Kolozsvár (actual Cluj-Napoca). A continuació va estudiar al Collegium Academicum de Gyulafehérvár (actual Alba Iulia) on va tenir de professors Johann Heinrich Alsted i Johan Heinrich Bisterfeld, que el van impressionar molt favorablement. La intervenció d'aquest darrer va fer que obtingués una beca del bisbe István Katona per estudiar als Països Baixos a partir de 1647. Després de pasar per les universitats de Leiden, de Franeker i d'Utrecht, finalment va obtenir el doctorat el 1651 a la universitat de Harderwijk.
Es va casar a Holanda i va tenir un fill i el 1653 va tornar amb ells als seu país natal, amb totes les idees cartesianes i puritanes adoptades en els seus estudis. En retornar, va ser professor del Collegium Academicum, aleshores dirigit per Bisterfeld, i va acabar d'escriure la seva obra principal, la Magyar encyclopaedia (Enciclopèdia Hongaresa), que ja havia començat mentre era a Holanda i que va ser publicada el 1655 a Utrecht. Durant aquest temps a Alba Iulia va publicar una altra de les seves obres importants: la Magyar logicatska (Petita lògica hongaresa) (1654), a més del seu discurs inaugural De Studio Sapientiae.

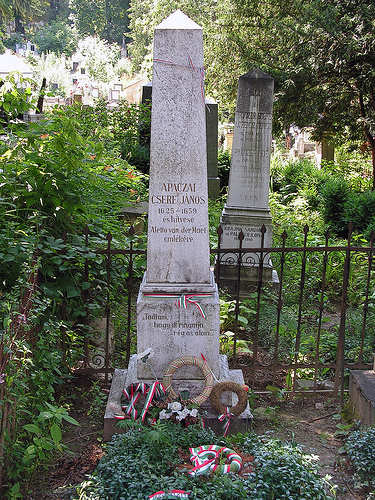
Toma de Janos Apaczai Csere al Cementiri Hajongard de Cluj-Napoca.

El 1655 va ser un any difícil en la seva vida: en morir Bisterfeld no va ser nomenat per ocupar el seu càrrec i va enfrontar-se amb el seu successor, un britànic de nom Basirius, en una disputa que li va fer perdre el lloc de treball. Aleshores va ser nomenat professor al col·legi de Kolozsvár (germen de la actual universitat Babeș-Bolyai de Cluj-Napoca). La seva conferència inaugural, titulada Oratio de summa scholarum necessitate earumque inter Hungaros barbarici causis, va ser un impetuós discurs a favor de l'ensenyament modern i progressista.
El 1659 va publicar Philosophia Naturalis en la qual explicava i desenvolupava la física cartesiana. Malauradament la seva tasca de divulgador, ensenyant i administrador acadèmic es va veure aturada aquest mateix any per la seva mort precoç als trenta-quatre anys.